# Johann Jacobs Museum
Das Johann Jacobs Museum ist ein kulturgeschichtliches Museum in Zürich-Seefeld. Es befindet sich in der 1913 erbauten Villa Ernst.

## Geschichte
Das Gebäude wurde 1913 durch den Architekten Otto Honegger entworfen. Bauherr war der Unternehmer und Politiker Fritz Ernst-Curty. Der repräsentative Bau im Stil des Neorokoko steht unmittelbar an der Promenade entlang des Zürichsees. Benannt ist es nach dem Inhaber des Kaffeeunternehmens Johann Jacobs (1869–1958). Träger des Museums ist die Jacobs Foundation, die Jacobs Großneffe Klaus J. Jacobs (1936–2008) gründete.
Bis 1984 wurde die Villa zum Jacobs Suchard Museum, einem Museum zur Kulturgeschichte des Kaffees, umgebaut. Seit 1990 firmiert es unter dem heutigen Namen Johann Jacobs Museum. Ein weiterer Umbau erfolgte 2011 durch Miller & Maranta. Dabei wurde eine neue Treppe im Eingangsbereich installiert. Das Museum wurde 2013 unter der Leitung von Roger M. Buergel wiedereröffnet mit einem Ausstellungskonzept zur Geschichte der globalen Handelswege. Seit 2023 fungiert das Johann Jacobs Museum als Ausstellungsort für das Digital Museum of Learning, ein digitales Museum des Lernens für Lehrpersonen und Kinder.